# Edgewood (Flórida)
Edgewood é uma cidade localizada no estado americano da Flórida, no condado de Orange. Foi incorporada em 1924.

## Geografia
De acordo com o United States Census Bureau, a cidade tem uma área de 3,9 km², onde 3,1 km² estão cobertos por terra e 0,8 km² por água.

### Localidades na vizinhança
O diagrama seguinte representa as localidades num raio de 8 km ao redor de Edgewood.

## Demografia
Segundo o censo nacional de 2010, a sua população é de 2 503 habitantes e sua densidade populacional é de 798,7 hab/km². Possui 1 097 residências, que resulta em uma densidade de 350 residências/km².